# Nejcsiang
Nejcsiang (egyszerűsített kínai írással: 内江) prefektúra szintű város Kínában, Szecsuan tartományban. Lakosainak száma 3 140 678 fő (2020).

## Népesség
| 2010 | 3 702 847 |
| 2020 | 3 140 678 |